# Oberstarzt (Bundeswehr)
Oberstarzt (dobesedno nemško Višji zdravnik/Polkovnik-zdravnik; okrajšava: OberstArzt; kratica: OTA) je specialistični častniški čin za sanitetne častnike zdravniške oz. zobozdravniške izobrazbe v Heeru in Luftwaffe. Sanitetni častniki farmacije nosijo čin Oberstapothekerja (Heer/Luftwaffe) oz. Flottenapothekerja (Bundesmarine) in veterinarji nosijo čin Oberstveterinärja (Heer); čin je enakovreden činu polkovnika (Heer in Luftwaffe) in činu Flottenarzt/kapitana (Marine).
Nadrejen je činu Oberfeldarzta in podrejen činu Generalarzta. V sklopu Natovega STANAG 2116 spada v razred OF-5, medtem ko v zveznem plačilnem sistemu sodi v razred A16-B3.

## Oznaka čina
Oznaka čina je enaka oznaki čina polkovnika, pri čemer imajo na vrh oznake dodane še oznake specializacije:
- zdravniki: Eskulapova palica (dvakrat ovita kača okoli palice);
- zobozdravnik: Eskulapova palica (enkrat ovita časa okoli palice).

Oznaka čina sanitetnega častnika Luftwaffe ima na dnu oznake še stiliziran par kril.
Galerija